# Mr. Pascal
Mr. Pascal ist ein britischer animierter Kurzfilm von Alison de Vere aus dem Jahr 1979. Der Film ist zu Beginn in Schwarz-Weiß gehalten, wird jedoch farbig, als sich Mr. Pascal an seine Jugend erinnert. Weitere Farbsequenzen beginnen in den Szenen um Jesus.

## Handlung
Der in die Jahre gekommene Schuhmacher Mr. Pascal sitzt vor einer Kirche auf einer Bank. Er denkt an die Zeit zurück, als er noch jung war, an seine Frau, das gemeinsame Kind und seine ständige Arbeit, die er nun allein verrichtet. Seine Gedanken an das Einschlagen der Nägel in eine Schuhsohle holen ihn in die Wirklichkeit zurück. Neben der Bank hängt ein lebensgroßes Kruzifix. Mr. Pascal eilt in seine Werkstatt und holt eine Zange. Mit ihr zieht er den untersten Nagel aus dem Kruzifix sowie anschließend die beiden Nägel an den Händen des Gekreuzigten. Er legt die Jesus-Figur auf die Bank. Während er erneut zur Werkstatt eilt, fällt das Kreuz von der Wand und es beginnt zu regnen. Zurück bei der Bank verarztet Mr. Pascal Jesus, klebt Pflaster auf seine Wunden, verbrennt die Dornenkrone und kleidet ihn ein. Später sitzen beide am Lagerfeuer und trinken gemeinsam. Zwei Musiker beginnen zu spielen und immer mehr Menschen treffen ein. Der Wein geht nicht aus und auch das zerteilte Brot wird stets wieder ganz, sodass alle Anwesenden essen und trinken. Die große Feier geht die ganze Nacht. Am nächsten Morgen – Mr. Pascal liegt auf der Bank und schläft – erscheinen zwei Erzengel und fegen die Überreste der Feier weg. An die Stelle des fehlenden Kruzifix’ pflanzen sie einen Baum. Er erblüht, als Mr. Pascal erwacht.

## Auszeichnungen
Mr. Pascal gewann 1979 den Grand Prix (später Cristal d’Annecy) des Festival d’Animation Annecy. Im Jahr 1980 wurde er für einen BAFTA in der Kategorie Bester Kurzfilm nominiert.